# ماريانا إنريكيز
ماريانا إنريكيز (بالإسبانية: Mariana Enríquez) هي صحفية وكاتِبة أرجنتينية، ولدت في 1973 في بوينس آيرس في الأرجنتين.

## وصلات خارجية
- ماريانا إنريكيز على موقع IMDb (الإنجليزية)
- ماريانا إنريكيز على موقع ميوزك برينز (الإنجليزية)